# Merrimac (Virginia)
Merrimac es un lugar designado por el censo en el  Condado de Montgomery, Virginia, Estados Unidos. Según el censo de 2010 tenía una población de 2.133 habitantes.

## Demografía
Según el censo del 2000, Merrimac tenía 1.751 habitantes, 889 viviendas, y 353 familias. La densidad de población era de 371,5 habitantes por km².
De las 889 viviendas en un 18%  vivían niños de menos de 18 años, en un 29,2%  vivían parejas casadas, en un 7,5% mujeres solteras, y en un 60,2% no eran unidades familiares. En el 53,7% de las viviendas  vivían personas solas el 25,3% de las cuales correspondía a personas de 65 años o más que vivían solas. El número medio de personas viviendo en cada vivienda era de 1,82 y el número medio de personas que vivían en cada familia era de 2,76.
Por edades la población se repartía de la siguiente manera: un 17,2% tenía menos de 18 años, un 11% entre 18 y 24, un 28% entre 25 y 44, un 15,4% de 45 a 60 y un 28,4% 65 años o más.
La edad media era de 40 años.  Por cada 100 mujeres de 18 o más años  había 74,5 hombres.
La renta media por vivienda era de 21.462$ y la renta media por familia de 40.800$. Los hombres tenían una renta media de 31.223$ mientras que las mujeres 20.547$. La renta per cápita de la población era de 16.634$. En torno al 12,4% de las familias y el 16,5% de la población estaban por debajo del umbral de pobreza.

## Localidades adyacentes
El siguiente diagrama muestra a las localidades más próximas a Fancy Gap.